# 9231 Shimaken
9231 Shimaken este un asteroid din centura principală, descoperit pe 29 ianuarie 1997, de Takao Kobayashi.